# Polysphaeria pedunculata
Polysphaeria pedunculata är en måreväxtart som beskrevs av Karl Moritz Schumann och De Wild.. Polysphaeria pedunculata ingår i släktet Polysphaeria och familjen måreväxter.

## Underarter
Arten delas in i följande underarter:
- P. p. pedunculata
- P. p. reducta